# Léonce
Édouard-Théodore Nicole (París, 12 de enero de 1820-Le Raincy, 19 de febrero de 1900), conocido como Léonce, fue un actor y cantante francés.

## Biografía
Léonce nació en París el 12 de enero de 1820. Después de estudiar derecho, debutó en el escenario en el Théâtre de Belleville. También tocaba el violonchelo.
En la década de 1850, Jacques Offenbach lo contrató en el Théâtre des Bouffes-Parisiens y cantó muchos papeles en sus obras y en las de Hervé. Tras trabajar cierto tiempo en el Théâtre de l'Athénée, participó en los estrenos de Tromb-al-ca-zar, Croquefer, Orfeo en los infiernos, Mesdames de la Halle y Monsieur Choufleuri. Durante varios años apareció en el Théâtre des Variétés, incluyendo en su repertorio obras como Les brigands, Le docteur Ox, La vida parisina y La Périchole.
Tras realizar una inversión económica arriesgada en un café, terminó su vida en la pobreza. Murió en Le Raincy el 19 de febrero de 1900.